# کمیسیون پهنای باند برای توسعه پایدار
کمیسیون پهنای باند برای توسعه پایدار که تا پیش از سال ۲۰۱۵ (میلادی) به نام کمیسیون پهنای باند سازمان ملل متحد برای توسعه دیجیتال شناخته می‌شد در مه سال ۲۰۱۰ (میلادی) به ابتکار مشترک اتحادیه بین‌المللی مخابرات و سازمان آموزشی، علمی و فرهنگی ملل متحد (یونسکو) پایه‌گذاری شد تا دسترسی به اینترنت و به ویژه شبکه‌های پهن‌باند را گسترش دهد تا از این راه به آرمان‌های توسعه سازمان ملل متحد مانند اهداف توسعه هزاره (تا سال ۲۰۱۵) دست یابد. با پذیرش سند ۲۰۳۰ یونسکو در سپتامبر ۲۰۱۵ نام این کمیسیون از "کمیسیون پهنای باند سازمان ملل متحد برای توسعه دیجیتال" به "کمیسیون پهنای باند برای توسعه پایدار" تغییر کرد.

## ساختار
کمیسیون به شکل مشترک توسط دبیرکل اتحادیه بین‌المللی مخابرات و رئیس‌کل یونسکو اداره می‌شود.
اعضای کمیسیون شامل سیاست‌گذاران و نمایندگان دولت‌ها، آژانس‌های بین‌المللی، فرهنگستانها و سازمان‌های کوشش‌گر برای توسعه می‌شود. به همراه رئیس و معاون او، ۵۱ عضو دیگر نیز حضور دارند.

## تلاش
کمیسیون پهنای باند برای توسعه پایدار تلاش سرسختانه‌ای برای بهبود پهنای باند در کشورهای در حال توسعه و جوامع با دسترسی کمتر به اینترنت دارد. یکی از این تلاش‌ها، دادن بیشترین اولویت به توسعه زیرساخت پهن‌باند در سیاست‌گذاری‌های توسعه و چارچوب‌های برنامه‌ریزی شهری است.
امروز خروجی کار کمیسیون، چندین گزارش عمده است. نمونه آنها گزارش "لزوم رهبری در سال ۲۰۱۰: آینده بستگی به پهن‌باند دارد" ارائه شده به دبیرکل سازمان ملل متحد در سپتامبر ۲۰۱۰ است که پیش از نشست اهداف توسعه هزاره در نیویورک منتشر شد. این گزارش، یک سند کوتاه اما سطح بالا است که مستقیماً بازتاب‌دهنده نظرات مجمع مدیران بازرگانی رده بالا و سیاست‌گذاران کمیسیون است و در آن پیشنهادهایی برای سیاست‌گذاری و اعلام "فراهم‌آوری پهن‌باند برای همه" شده‌اند.

## آرمان‌ها

### تا سال ۲۰۱۵
به عنوان بخشی از تلاش‌ها، در سال ۲۰۱۱ (میلادی) کمیسیون یک چارچوب برای "چهار آرمان بلندپروازانه ولی دست‌یافتنی" تعریف کرد که برای رسیدن به توسعه دیجیتال اهداف توسعه هزاره، کشورها باید کوشش کنند تا سال ۲۰۱۵ به این چهار آرمان دست یابند.
1. تا سال ۲۰۱۵ همه کشورها باید برنامه پهن‌باند ملی خود یا راهبرد آن را داشته باشند یا در برنامه دسترسی همگانی یا خدمات همگانی خود، پهن‌باند را تعریف کرده باشند.
2. تا سال ۲۰۱۵ خدمات پهن‌باند اولیه باید در کشورهای در حال توسعه فراهم شده باشد.
3. تا سال ۲۰۱۵ ٪۴۰ خانه‌نشینان در کشورهای در حال توسعه باید به اینترنت دسترسی داشته باشند.
4. تا سال ۲۰۱۵ ٪۶۰ همه جمعیت جهان، ٪۵۰ در کشورهای در حال توسعه، ٪۱۵ در کشورهای توسعه‌نیافته به اینترنت دسترسی داشته باشند.
5. تا سال ۲۰۲۰ (میلادی) دسترسی به پهن‌باند برای هر دو جنس زن و مرد برابر باشد.

آرمان پنجم در سال ۲۰۱۳ (میلادی) افزوده شد.

### تا سال ۲۰۲۵
در سال ۲۰۱۸ (میلادی) کمیسیون پهن‌باند، یک چارچوب با هفت آرمان را اعلام کرد که کشورها باید تا سال ۲۰۲۵ (میلادی) به آن برسند.
1. تا سال ۲۰۲۵ همه کشورها باید برنامه پهن‌باند ملی تامین مالی شده یا راهبرد آنرا داشته باشند یا در برنامه دسترسی همگانی یا خدمات همگانی خود، پهن‌باند را تعریف کرده باشند.
2. تا سال ۲۰۲۵ خدمات پهن‌باند اولیه باید در کشورهای در حال توسعه فراهم شده باشد. به گونه‌ای که کمتر از ٪۲ سرانه درآمد ناخالص ملی ماهانه باشد.
3. تا سال ۲۰۲۵ شمار کاربران اینترنت پهن‌باند باید ٪۷۵ همه جمعیت جهان، ٪۶۵ در کشورهای در حال توسعه، ٪۳۵ در کشورهای کمتر توسعه یافته به اینترنت دسترسی داشته باشند.
4. تا سال ۲۰۲۵ ٪۶۰ جوانان و سالمندان باید دستِ کم به حداقل توانایی استفاده از کارایی دیجیتال پایدار رسیده باشند.
5. تا سال ۲۰۲۵ ٪۴۰ جمعیت جهان باید از خدمات مالی دیجیتال استفاده کنند.
6. تا سال ۲۰۲۵ بیش از ٪۵۰ بنگاه‌های اقتصادی کوچک، متوسط، و بزرگ باید به اینترنت دسترسی داشته باشند.
7. تا سال ۲۰۲۵ باید در همه آرمان‌های تعریف شده، برابری جنسیتی تامین شده باشد.

آرمان‌های کمیسیون پهنای باند در اتحادیه مخابرات بین‌الملل توسعه پیدا کردند و در مجمع جهانی اقتصاد در سال ۲۰۱۸ ارائه شدند.

## برآورد
از سال ۲۰۱۲ (میلادی) تا کنون کمیسیون پهنای باند، یک گزارش سالانه به نام "وضعیت پهنای باند" منتشر می‌کند که وضعیت صنعت پهنای باند در جهان را در آن هنگام نشان می‌دهد. این گزارش، هر سال و همزمان با نشست سران کشورها در مجمع عمومی سازمان ملل متحد در نیویورک به روز می‌شود و به طور ویژه، سیاست‌گذاران دولت‌ها را هدف می‌گیرد. این گزارش در دستور جلسه نشست توسعه پست در سازمان ملل در سال ۲۰۱۵ قرار گرفت و بررسی شد. هر گزارش شامل رتبه‌بندی کشورها بر پایه شاخص‌های کلیدی برای گسترش استفاده از اینترنت [بین مردم] و فراهم‌آوری استفاده از اینترنت [از سوی دولت‌ها] است.
به همراه گزارش‌های سالانه، کمیسیون پهنای باند، گروه‌های کاری را استخدام می‌کند تا بر کنش‌ها یا منطقه‌های ویژه تمرکز کنند. گروه‌های کاری بر مسائلی مانند علم، سلامتی، تغییر اقلیم، جوانان، آموزش و پرورش، جنسیت، وضعیت مالی، و سرمایه‌گذاری تمرکز می‌کنند و نمایانگر تاثیر گسترده فناوری پهن‌باند در بخش‌های گوناگون هستند. خروجی کارهای این گروه‌های کاری شامل گزارش، مشاوره، و برگزاری کارگاه می‌شود.

## پس از سال ۲۰۱۵
در سال‌های مانده به ۲۰۱۵ تلاش کمیسیون پهنای باند و توسعه سیاست‌گذاری آن برای رسیدن به اهداف توسعه هزاره، به اندازه زیادی با کمک هنرپیشگان و هنرمندان انجام می‌شد تا اهمیت فناوری اطلاعات و ارتباطات، ساختار پهن‌باند، شبکه‌ها، خدمات و کاربرهای پهنای باند برای اقتصاد پایدار، توسعه محیط‌زیستی و اجتماعی را گسترش دهند. این گروه هنرمندان، در آوریل ۲۰۱۳ نامه سرگشاده‌ای به دبیرکل سازمان ملل متحد بان کی‌مون، و در سپتامبر همان سال، بیانیه پهنای باند را به ۶۹امین نشست سران کشورها در مجمع عمومی سازمان ملل متحد نوشتند.

## کمک‌کنندگان
شرکت‌های بسیاری مانند گروپو کارسو، دیجی‌سل، بهارتی اینترپرایز، اینتل، اوریدو، اریکسون، سیسکو سیستمز، و بنیاد مو ابراهیم به کمیسیون پهنای باند کمک می‌کنند.

## درگیری‌ها
در سپتامبر ۲۰۱۵ کمیسیون پهنای باند گزارشی درباره خشونت سایبری علیه زنان منتشر کرد. این گزارش به آزار زنان در محیط اینترنت می‌پرداخت. اما عده‌ای این گزارش را نقد کردند که علیه آزادی بیان و پشتیبان فیلتر اینترنتی است. نقد دیگران بر این بود که این گزارش، اطلاعات مشکوکی را بر پایه منابع ضعیف آورده است. این منابع ضعیف شامل منبع‌هایی ساختگی می‌شوند. همچنین یکی از منبع‌ها به پرونده‌ای در درایو دیسک سخت رایانه شخصی نویسنده گزارش اشاره می‌کند.